# Мирненська сільська рада (Слов'янський район)
Мирненська сільська рада — колишній орган місцевого самоврядування у ліквідованому Слов'янському районі Донецької області з адміністративним центром у селищі Мирне.
25 жовтня 2020 року була реорганізована та приєднана до Слов‘янської міської громади.

## Склад ради
Рада складалася з 16 депутатів та голови.

## Керівний склад сільської ради
| ПІБ                          | Основні відомості                                                 | Дата обрання | Дата звільнення |
| ---------------------------- | ----------------------------------------------------------------- | ------------ | --------------- |
| Тульгук Тетяна Петрівна      | Сільський голова, 1963 року народження, освіта, позапартійна      | 26.03.2006   | 31.10.2010      |
| Берестовий Микола Степанович | Сільський голова, 1954 року народження, освіта вища, безпартійний | 31.10.2010   |                 |

Примітка: таблиця складена за даними джерела